# Karl Brugmann
Pour les articles homonymes, voir Brugmann.
Karl (Friedrich Christian) Brugmann, né le 16 mars 1849 à Wiesbaden et mort le 29 juin 1919 à Leipzig, est un linguiste et spécialiste allemand des langues indo-européennes, figure de proue du mouvement néogrammairien.

## Biographie
Brugmann est le fils d'un receveur des finances. De 1867 à 1871, il étudie à  Halle et Leipzig sous la direction de Georg Curtius et passe les examens d'état de professorat en 1872 à Leipzig. Il enseigne d'abord au lycée de Wiesbaden puis au lycée Saint-Nicolas de Leipzig. En 1877 il soutient sa thèse d'habilitation, et se voit offrir le poste de professeur auxiliaire à l'université de Leipzig (1882) puis de professeur titulaire de grammaire comparée à l'Université de Fribourg-en-Brisgau (1884). En 1887, l'université de Leipzig lui offre la chaire de Langues indo-européennes qu'il conservera pendant 32 ans.
Brugmann a formulé le principe d'exclusion des consonnes qui généralise la loi de Grimm et a été, avec August Leskien, l'un des principaux néogrammairiens.
En 1882 il épouse une fille du juge Friedrich Berner qui lui donnera quatre enfants. Le général Gerhard Brugmann (de) (Hengelo, Pays-Bas, 13 août 1930 ; † 29 mars 2023 ) est l'un de ses petits-enfants.
Il est l'auteur avec Berthold Delbrück (de) d'une monumentale grammaire de l'indo-européen : Principes de grammaire comparée des langues indo-germaniques (1893-1900) .